# Australian Championships 1964
Die 52. Australian Championships waren ein Tennis-Rasenplatzturnier der Klasse Grand Slam, das von der ILTF veranstaltet wurde. Es fand vom 4. bis 13. Januar 1964 in Brisbane, Australien statt.
Titelverteidiger im Einzel waren Roy Emerson bei den Herren sowie Margaret Smith bei den Damen. Im Herrendoppel waren Bob Hewitt und Fred Stolle, im Damendoppel Margaret Smith und Robyn Ebbern die Titelverteidiger. Im Mixed waren Margaret Smith und Ken Fletcher die Titelverteidiger.

## Herreneinzel
| Nr. | Spieler         | Erreichte Runde |
| --- | --------------- | --------------- |
| 01. | Roy Emerson     | Sieg            |
| 02. | Fred Stolle     | Finale          |
| 03. | John Newcombe   | Viertelfinale   |
| 04. | Ken Fletcher    | Halbfinale      |
| 05. | Bob Hewitt      | 3. Runde        |
| 06. | Martin Mulligan | Halbfinale      |

| Nr. | Spieler         | Erreichte Runde |
| --- | --------------- | --------------- |
| 07. | Tony Roche      | Viertelfinale   |
| 08. | Owen Davidson   | Viertelfinale   |
| 09. | Mike Sangster   | Viertelfinale   |
| 10. | Roger Taylor    | 3. Runde        |
| 11. | Gene Scott      | 2. Runde        |
| 12. | Graham Stilwell | 3. Runde        |

## Dameneinzel
| Nr. | Spielerin      | Erreichte Runde |
| --- | -------------- | --------------- |
| 01. | Margaret Smith | Sieg            |
| 02. | Lesley Turner  | Finale          |
| 03. | Jan Lehane     | Halbfinale      |
| 04. | Robyn Ebbern   | Halbfinale      |

| Nr. | Spielerin       | Erreichte Runde |
| --- | --------------- | --------------- |
| 05. | Judy Tegart     | Viertelfinale   |
| 06. | Madonna Schacht | Viertelfinale   |
| 07. | Jill Blackman   | Viertelfinale   |
| 08. | Rita Bentley    | 1. Runde        |

## Damendoppel
| Nr. | Paarung                     | Erreichte Runde |
| --- | --------------------------- | --------------- |
| 01. | Robyn Ebbern Margaret Smith | Finale          |
| 02. | Judy Tegart Lesley Turner   | Sieg            |
| 03. | Rita Bentley Jill Blackman  | Viertelfinale   |
| 04. | Kaye Dening Madonna Schacht | Halbfinale      |